# Бреме, Маттиас
Матиас Бреме (родился 7 февраля 1943 года, Марклеберг) — бывший немецкий гимнаст.

## Биография
Маттиас Brehme родился 7 февраля 1943 года в городе Марклеберге, Германия. Гимнастикой занимался с 1957 года в спортивном клубе Lokomotive Leipzig, с 1963 года — в спортивном клубе SC DHfK Лейпцига. Его тренерами в Лейпциге были Heinz Nowakowski, Jochen Nonnast и Siegfried Fülle.
Занимаясь спортивной гимнастикой, он успевал учиться в колледже физической культуры в Лейпциге. Потом работал врачом неврологии и психиатрии. С 1990 года занимался частной врачебной практикой в своем родном городе Марклеберге. До 2008 года являлся председателем Профессиональной ассоциации немецких неврологов, невропатологов и психиатров.
В 1972 году награжден орденом ГДР «За заслуги перед Отечеством».

## Спортивные достижения

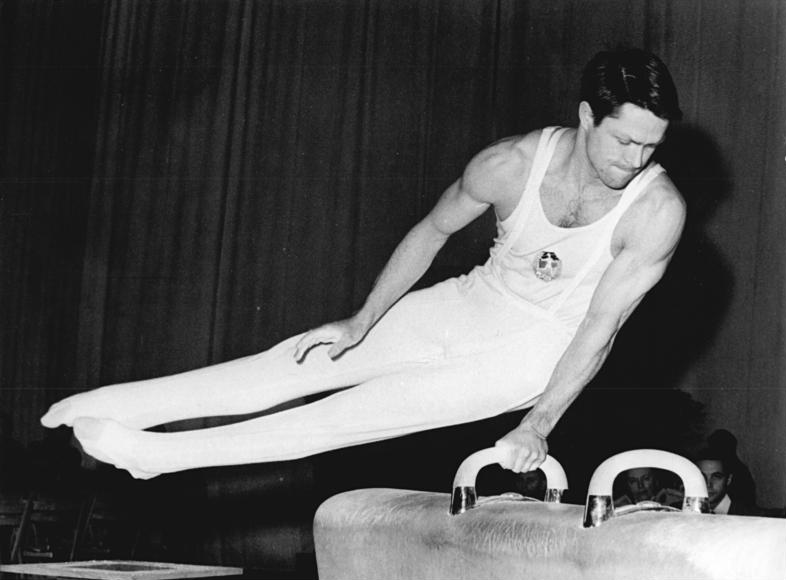
Выступления Маттиаса Бреме на коне на чемпионате ГДР, 1969

Принимал участие в 1968 и 1972 годах на летних Олимпийских играх в соревнованиях по художественной гимнастике в составе команды ГДР, где завоевал две бронзовые медали. В индивидуальных соревнованиях его лучшим достижением было шестое место в опорных прыжках на Олимпиаде 1972 года.
Завоевал две бронзовые командные медали на чемпионатах мира в 1966 и 1970 годах , занял второе место на чемпионате Европы 1972 года в упражнениях на коне.